# Public Broadcasting Services
Public Broadcasting Services è un editore maltese impiegato nella radiodiffusione pubblica membro dell'Unione europea di radiodiffusione.

## Storia
Dopo che fu iniziata la prima trasmissione radiofonica sull'isola di Malta dalla base navale di Fort Rinella nel 1933 e a seguito di un accordo raggiunto nel 1934 tra l'autogoverno di Malta e le compagnie di filodiffusione britanniche per l'istituzione di un sistema cablato di trasmissione del suono sulle isole di Malta e di Gozo, l'editore iniziò le proprie trasmissioni radiofoniche con la denominazione di Rediffusion Malta l'11 novembre 1935. Il 28 settembre 1961 fu raggiunto un accordo tra l'autogoverno di Malta e Malta Television Services per l'istituzione di una stazione televisiva nell'isola di Malta che sancì l'inizio delle trasmissioni televisive dell'editore il 29 settembre 1962. L'8 gennaio 1973 Radio Malta, la principale stazione radiofonica dell'editore, iniziò a essere diretta da Malta Broadcasting Authority sancendo la perdita del monopolio dell'editore in campo radiotelevisivo nelle isole maltesi. Nel 1975 l'editore fu riunito insieme a Radio Malta nella compagnia Xandir Malta che è a sua volta posseduta dalla compagnia nazionalizzata Telemalta Corporation seguitamente all'indipendenza nazionale e alla votazione da parte del Parlamento maltese dell'Act XVI favorendo la trasmissione dei programmi autoprodotti e in lingua maltese. Il 27 settembre 1991 l'editore assunse l'attuale denominazione e subentrò a Xandir Malta nell'esercizio della radiodiffusione pubblica nella Repubblica di Malta.

## Attività
L'editore trasmette tre canali radiofonici e tre canali televisivi, produce programmi radiofonici e televisivi accurati e costituisce una fonte affidabile di notizie precise e corrette. L'editore è inoltre occupato nel providing dei propri programmi di servizio pubblico. L'editore è diretto da un proprio consiglio nominato a sua volta dal Governo maltese di cui è anche l'unico maggiore azionista.

### Canali radiofonici
- Radju Malta: canale che iniziò le proprie trasmissioni l'11 novembre 1935 in filodiffusione e l'8 gennaio 1973 via etere, trasmette sui 93.7 FM, su DAB+ canale 6A: 181.936 MHz,[2] e sui 999 kHz AM radiogiornali e programmi di servizio pubblico in lingua maltese e in lingua inglese.
- Radju Malta 2: canale che trasmette sui 106.6 FM le sedute del Parlamento maltese, i brani musicali tipici del folclore maltese e programmi di cultura, arte e scienze.
- Magic: canale che trasmette sui 91.7 FM i singoli discografici appartenenti alla hit parade in lingua inglese per un target di maschi e di femmine tra i 29 e i 54 anni.

### Canali televisivi
- TVM: canale generalista che iniziò le proprie trasmissioni il 29 settembre 1962, e che trasmette programmi generalmente prodotti esternamente all'editore in lingua maltese e in lingua inglese.
- TVM2: canale generalista che iniziò le proprie trasmissioni l'8 marzo 2012 sulle frequenze della rete televisiva educativa maltese Channel 22 e che trasmette programmi culturali come documentari sulla storia, sulle personalità, sull'architettura e sulla cultura maltesi accostati a documentari stranieri, educativi come autoproduzioni dedicate alla lingua e alla letteratura maltesi e corsi di lingua inglese, francese, italiana, tedesca e spagnola e sportivi sugli sport popolari maltesi e minori.[3]
- TVM HD: canale che trasmette in HDTV molti programmi di TVM e TVM2.
- Parliament TV: trasmette le sedute del parlamento maltese.